# 长陵站 (咸铜铁路)
长陵站是位于陕西省咸阳市渭城区窑店街道的一个铁路车站，邮政编码712000。车站建于1940年，有咸铜铁路经过该站，现仅办理货运，不办理客运业务，车站及其上下行区间均已电气化。车站距离咸阳站10公里，隶属西安铁路局，是四等站。该站因邻近汉高祖刘邦的陵寝长陵而得名，距其约9.2公里。西安地铁14号线长陵站傍其而建。